# 赵化
赵化（1933年—），男，祖籍山东海阳，生于黑龙江肇东，中国纪录片摄影师，曾任中国电影家协会理事，中华全国新闻工作者协会主席团委员，